# Natalia Arinbasarova
Natalia Arinbasarova (Moscú, Unión Soviética, 24 de septiembre de 1946) es una actriz rusa, que ha actuado en más de treinta películas, entre las que destacan El primer maestro (1965), con la que ganó la Copa Volpi a la mejor interpretación femenina de 1966, y Visita al minotauro (1987).
De 1966 a 1969 estuvo casada con el director de cine Andréi Konchalovski, con quien tiene una hija, Katia Dvigubskaya, quien también es actriz y directora de cine.